# Jessika Ponchet
Jessika Ponchet, née le 26 septembre 1996 à Bayonne, est une joueuse française de tennis.

## Carrière
Jessika Ponchet dispute ses premiers tournois ITF à 14 ans en 2011 sans être passée par le circuit ITF Junior. Elle a remporté, à ce jour, 10 titres en simple et 15 en double.
Elle découvre les tournois du Grand Chelem lors de l'Open d'Australie 2018 grâce à une invitation octroyée par la Fédération française. Elle dispute ensuite les Internationaux de France, toujours sur invitation. L'année suivante, elle parvient à sortir des qualifications du tournoi australien.
Elle a gagné 10 titres sur le circuit ITF, le plus important ayant été obtenu à Poitiers (80 000 $) en 2023. En double, elle s'est notamment illustrée en 2023 avec un titre à Tokyo (100 000 $) puis sur le WTA 125 de Rouen avec la Britannique Maia Lumsden.
Lors de l'US Open 2024, elle obtient son meilleur résultat en Grand Chelem. Tout d'abord, alors qu'elle avait toujours perdu au premier tour des qualifications à chacune de ses tentatives précédentes dans ce tournoi, elle parvient à se qualifier en battant successivement Jana Fett, Lucija Ćirić Bagarić et Elizabeth Mandlik, sans perdre un set. Dans le tableau principal, elle profite de deux circonstances favorables successives pour atteindre le troisième tour, alors qu'elle n'avait jamais passé un tour en Grand Chelem : elle bat d'abord Zheng Saisai (6-4, 6-1), ancienne no 34 mondiale qui doit sa place à son classement protégé et ne joue alors pas à son meilleur niveau, puis elle bénéficie du forfait d'Elena Rybakina (tête de série no 4). Elle finit par s'incliner contre Caroline Wozniacki (6-3, 6-2). Ce parcours lui permet d'améliorer son meilleur classement : une 104e place (son précédent record étant le 119e rang, obtenu en mai 2023).
En avril 2025, elle atteint pour la première fois les quarts de finale d'un tournoi du circuit principal lors du WTA 250 de Rouen.

## Palmarès

### Titre en double en WTA 125
| No | Date       | Nom et lieu du tournoi          | Catégorie | Dotation  | Surface    | Partenaire   | Finalistes                       | Score     |          |
| -- | ---------- | ------------------------------- | --------- | --------- | ---------- | ------------ | -------------------------------- | --------- | -------- |
| 1  | 09-10-2023 | Open de Rouen Capfinances Rouen | WTA 125   | 115 000 $ | Dur (int.) | Maia Lumsden | Anna Bondár Kimberley Zimmermann | 6-3, 7-64 | Parcours |

### Finales en double en WTA 125
| No | Date       | Nom et lieu du tournoi                 | Catégorie | Dotation  | Surface      | Vainqueures                     | Partenaire      | Score     |          |
| -- | ---------- | -------------------------------------- | --------- | --------- | ------------ | ------------------------------- | --------------- | --------- | -------- |
| 1  | 27/01/2020 | Oracle Challenger Series Newport Beach | WTA 125   | 162 480 $ | Dur (ext.)   | Hayley Carter Luisa Stefani     | Marie Benoît    | 6-1, 6-3  | Tableau  |
| 2  | 13/12/2021 | Open BLS de Limoges Limoges            | WTA 125   | 115 000 $ | Dur (int.)   | Monica Niculescu Vera Zvonareva | Estelle Cascino | 6-4, 6-4  | Parcours |
| 3  | 02/05/2022 | Open 35 de Saint-Malo Saint-Malo       | WTA 125   | 115 000 $ | Terre (ext.) | Eri Hozumi Makoto Ninomiya      | Estelle Cascino | 7-61, 6-1 | Parcours |

## Parcours en Grand Chelem

### En simple dames
| Année | Open d'Australie | Open d'Australie          | Internationaux de France | Internationaux de France | Wimbledon | Wimbledon           | US Open        | US Open            |
| ----- | ---------------- | ------------------------- | ------------------------ | ------------------------ | --------- | ------------------- | -------------- | ------------------ |
| 2017  | —                | —                         | Q2                       | Richèl Hogenkamp         | —         | —                   | —              | —                  |
| 2018  | 1er tour (1/64)  | Garbiñe Muguruza          | 1er tour (1/64)          | Lucie Safarova           | —         | —                   | Q1             | Françoise Abanda   |
| 2019  | 1er tour (1/64)  | Caroline Garcia           | 1er tour (1/64)          | Belinda Bencic           | Q2        | Varvara Flink       | Q1             | Olga Govortsova    |
| 2020  | Q1               | Mandy Minella             | Q1                       | Eva Guerrero Álvarez     | Annulé    | Annulé              | —              | —                  |
| 2021  | —                | —                         | —                        | —                        | Q1        | Nuria Párrizas Díaz | Q1             | Yuliya Hatouka     |
| 2022  | Q1               | Whitney Osuigwe           | Q2                       | Jule Niemeier            | Q3        | Jaimee Fourlis      | Q1             | Astra Sharma       |
| 2023  | Q2               | Anna Karolína Schmiedlová | 1er tour (1/64)          | Nadia Podoroska          | Q1        | Emiliana Arango     | Q1             | Dalma Gálfi        |
| 2024  | Q2               | Rebecca Marino            | 1er tour (1/64)          | Leylah Fernandez         | Q1        | Alexandra Eala      | 3e tour (1/16) | Caroline Wozniacki |
| 2025  | Q1               | Raluca Șerban             | Q1                       | Lola Radivojević         | Q1        | Anouk Koevermans    |                |                    |

N.B. : à droite du résultat se trouve le nom de l'ultime adversaire.

### En double dames
| Année | Open d'Australie | Open d'Australie | Internationaux de France                                                                 | Internationaux de France | Wimbledon | Wimbledon | US Open | US Open |
| ----- | ---------------- | ---------------- | ---------------------------------------------------------------------------------------- | ------------------------ | --------- | --------- | ------- | ------- |
| 2018  | —                | —                | 1er tour (1/32) S. Cakarevic \|\| style="text-align:left;" \| T. Townsend R. Voráčová    | —                        | —         | —         | —       |         |
| 2019  | —                | —                | 1er tour (1/32) A. Hesse \|\| style="text-align:left;" \| M. Rybáriková M. Vondroušová   | —                        | —         | —         | —       |         |
| 2020  | —                | —                | 1er tour (1/32) C. Burel \|\| style="text-align:left;" \| B. Krejčíková K. Siniaková     | —                        | —         | —         | —       |         |
| 2021  | —                | —                | 1er tour (1/32) E. Cascino \|\| style="text-align:left;" \| I.C. Begu N. Podoroska       | —                        | —         | —         | —       |         |
| 2022  | —                | —                | 1er tour (1/32) E. Cascino \|\| style="text-align:left;" \| Xu Y. Yang Z.                | —                        | —         | —         | —       |         |
| 2023  | —                | —                | 1er tour (1/32) E. Lechemia \|\| style="text-align:left;" \| A. Cornet D. Parry          | —                        | —         | —         | —       |         |
| 2024  | —                | —                | 1er tour (1/32) L. Jeanjean \|\| style="text-align:left;" \| Wang X. Yuan Y.             | —                        | —         | —         | —       |         |
| 2025  | —                | —                | 1er tour (1/32) L. Jeanjean \|\| style="text-align:left;" \| B. Haddad Maia L. Siegemund |                          |           |           |         |         |

N.B. : le nom de la partenaire se trouve sous le résultat ; les noms des ultimes adversaires se trouvent à droite.

### En double mixte
| Année | Open d'Australie | Open d'Australie | Internationaux de France                                                     | Internationaux de France | Wimbledon | Wimbledon | US Open | US Open |
| ----- | ---------------- | ---------------- | ---------------------------------------------------------------------------- | ------------------------ | --------- | --------- | ------- | ------- |
| 2025  | —                | —                | 1er tour (1/16) G. Jacq \|\| style="text-align:left;" \| T. Townsend E. King |                          |           |           |         |         |

N.B. : le nom de la partenaire se trouve sous le résultat ; les noms des ultimes adversaires se trouvent à droite.

## Classements WTA en fin de saison
| Année          | 2011 | 2012 | 2013 | 2014 | 2015 | 2016 | 2017 | 2018 | 2019 | 2020 | 2021 | 2022 | 2023 | 2024 |
| Rang en simple | –    | 1068 | 1077 | 739  | 791  | 523  | 269  | 239  | 193  | 244  | 201  | 166  | 122  | 124  |
| Rang en double | 1029 | 693  | 1127 | 851  | 670  | 533  | 323  | 303  | 200  | 151  | 150  | 103  | 169  | 194  |

Source : (en) Classements de Jessika Ponchet sur le site officiel de la Fédération internationale de tennis